# (73132) 2002 GK74
(73132) 2002 GK74 – planetoida z pasa głównego asteroid okrążająca Słońce w ciągu 3,41 lat w średniej odległości 2,27 j.a. Odkryta 9 kwietnia 2002 roku.